# جورجیا در یادم
جورجیا در یادم (به انگلیسی: Georgia on My Mind) ترانه‌ای است با سبک بلوز که هوگی کارمایکل آهنگ آن را ساخته‌است و شعر آن توسط استوارت گورل نوشته شده است. معروف‌ترین نسخهٔ آن توسط ری چارلز که خود زادهٔ ایالت جورجیا بود، اجرا شده‌است. این نسخه روی آلبوم ۱۹۶۰، نابغه به جاده باز می‌گردد برای اولین بار منتشر شد. در سال ۱۹۷۹ این ترانه به ترانهٔ رسمی ایالت جورجیا تبدیل شد.

## نسخه اصلی
نسخهٔ اصلی این ترانه توسط هوگی کارمایکل و استوارت گورل در سال ۱۹۳۰ نوشته‌شده بود. این اولین و آخرین ترانه‌ای بود که استوارت گورل ساخت. اجرای اول آن هم در سپتامبر همان سال در استودیوی در نیویورک انجام گرفت. آواز را کارمایکل خود بر عهده گرفت. بایدربک ترانه را نواخت. این یکی از آخرین اجراهای بایدربک بود و وی در همان سال درگذشت. 

## اجرای ری چارلز
رانندهٔ ری چارلز هنگامی که او در ماشین این ترانه را زمزمه می‌کرد، به وی پیشنهاد داد که ترانه در کنار ترانه‌هایی که در آلبومی دربارهٔ مکان‌های مختلف آمریکا درست می‌کرد قرار دهد. پس از ضبط ترانه، ری چارلز می‌خواست که ترانه را بهتر کند ولی به همان نسخهٔ معروف قانع شد. ترانه پس از انتشار حدود ۱۳ هفته در صدر فهرست پرفروش‌ترین ترانه‌های آمریکا قرار گرفت. مجلهٔ رولینگ استون این ترانه در فهرست ۵۰۰ ترانه برتر همیشه قرار داده‌است.
در ۲۴ آوریل ۱۹۷۹، این ترانه به صورت رسمی به ترانهٔ ایالت جورجیا تبدیل شد. ری چارلز در مراسمی در مارس ۱۹۷۹، این ترانه برای نمایندگان مجلس ایالتی جورجیا در ساختمان آن اجرا کرد.

## دیگر اجراها
این ترانه توسط تعداد زیادی از هنرمندان تکرار شده‌است، از این جمع می‌توان به گراور واشینگتن جونیور، بیلی هالیدی و دین مارتین اشاره کرد.